# ناوچه سهند (کلاس موج)
| سهند                | سهند                                                                                         |  |
| ------------------- | -------------------------------------------------------------------------------------------- |  |
|                     |                                                                                              |  |
| اطلاعات کلی         |                                                                                              |  |
| برگرفته از نام      | نام قله سهند قله ای در استان آذربایجان شرقی                                                  |  |
| نوع کشتی            | ناومحافظ سبک/ناوچه                                                                           |  |
| کلاس                | کلاس موج                                                                                     |  |
| کشور سازنده         | ایران                                                                                        |  |
| ساخت کارخانه        | کارخانجات یکم نداجا بندرعباس و در بخش خصوصی                                                  |  |
| ورود به ناوگان      | ۱۳۹۷/۹/۱۰                                                                                    |  |
| مشخصات              |                                                                                              |  |
| طول کشتی            | ۹۴ متر                                                                                       |  |
| پهنای بدنه          | ۱۱ متر                                                                                       |  |
| نوع موتور           | نامشخص، برآورد شده: دو موتور هر یک با توان ۱۰هزار اسب بخار چهار ژنراتور دیزل ۵۵۰ کیلوواتی    |  |
| تعداد خدمه          | ۱۴۰ نفر                                                                                      |  |
| سرعت                | ۳۰ گره دریایی (۵۶ کیلومتربرساعت)                                                             |  |
| برد عملیاتی         | ۳۰۰۰ مایل دریایی (بیش از ۵۵۰۰ کیلومتر)                                                       |  |
| جنگ‌افزارها          |                                                                                              |  |
| توپخانه             | ۲× اژدرانداز سه‌گانه سبک ۵۳۳ میلی‌متری کوسه ۱ × توپ ۷۶ میلی‌متری فجر ۲۷ ۲× توپ ۲۰ میلی‌متری کوسه |  |
| سیستم موشکی         | ۸ × موشک سطح‌به‌سطح سی-۸۰۲ یا سی-۸۰۳ یا نور یا قادر یا قدیر                                    |  |
| رادار               | ۱ رادار AWS                                                                                  |  |
| توپخانه ضدهوایی     | سامانه دفاع نزدیک کمند                                                                       |  |
| موشک دفاع هوایی     | ۴× موشک سطح‌به‌هوای محراب موشک محمود ۳                                                         |  |
| جنگ الکترونیک       | دارای سامانه (جنگال) می‌باشد                                                                  |  |
| هواگردهای قابل حمل  | ۱× بالگرد بل ۲۱۲ یا انواع دیگر                                                               |  |
| سرنوشت              |                                                                                              |  |
| تاریخ و محل غرق شدن | اسکله کیووال ، خلیج فارس ۱۹ تیر ۱۴۰۳                                                         |  |

سهند سومین ناوچه کلاس موج است  که توسط نیروی دریایی ارتش جمهوری اسلامی ایران طراحی و ساخته شد. سازهٔ این کشتی در شهریور ماه سال ۱۳۹۱ رونمایی شد و در آذر ماه سال ۱۳۹۷ به آب انداخته شد و در نتیجه یک سانحه در ۱۹ تیر ۱۴۰۳ در نزدیکی بندرعباس غرق شد ؛ بدنه آسیب‌دیده آن ده روز بعد از خلیج فارس بیرون کشیده شد.
این ناوچه در ۱۷ تیر ۱۴۰۳ (۷ ژوئیه ۲۰۲۴) در نزدیکی بندرعباس واژگون شد و در پی آن فرمانده کشتی کشته و چند خدمه آن دچار جراحات و آسیب شدند. این ناوچه در نهایت در ۱۹ تیر ۱۴۰۳، به علت پاره شدن سیم بکسل برای بار دوم درحالت غرق شدن قرار گرفت اما به دلیل عمق کم آب بصورت کامل غرق نشد و سرانجام ۲۹ تیر همان سال بدنه آسیب‌دیده آن توسط واحد فنی مهندسی نیروی دریایی بیرون کشیده شد و جهت بررسی امکان تعمیرات اساسی به داک منتقل شد.

## تاریخچه
این کشتی سومین نمونه از کلاس خود بود و پس از ناو جماران و دماوند ساخته شد. سازهٔ اصلی ناوچه سهند در شهریور ماه سال ۱۳۹۱ رونمایی شد و پس از شش سال در آذر ماه سال ۱۳۹۷ به آب انداخته شد. رسانه‌های داخلی ایران، شناورهای کلاس موج را ناوشکن می‌نامند، اما بر اساس روش طبقه‌بندی کشورهای دیگر دنیا این شناورها ناوچه محسوب می‌شوند.
ناوچه سهند به‌همراه ناوبندر مکران سابقهٔ دریانوردی ۱۳۳ روزه با پیمایش ۱۴۴ هزار کیلومتر داشت که برای شرکت در رژهٔ روز نیروی دریایی روسیه در بندر سنت پترزبورگ انجام شد. این سفر دریایی، طولانی‌ترین دریانوردی نظامی ایران تا آن زمان بود.
این ناوچه در تاریخ یکشنبه ۱۷ تیر ۱۴۰۳ (۷ ژوئیه ۲۰۲۴) در اسکله کیووال شرکت مجتمع کشتی‌سازی و صنایع فراساحل ایران (ایزوایکو) واژگون شد و در پی آن یکی از افسران ناو کشته و چند خدمه آن دچار آسیب شدند. در طی تلاش‌ها برای بیرون کشیدن سهند، پس از این که از زیر آب بیرون کشیده شد؛ در ۱۹ تیر ۱۴۰۳ و با پاره شدن سیم مهاری که کشتی را نگه می‌داشت، دوباره به زیر آب رفت. سهند در ۳۰ تیر مجدداً از آب بیرون آمد، در ۲ مرداد شناورسازی شد و تعمیر آن آغاز شد. به گفته امیر دریادار شهرام ایرانی، تعمیر سهند در یک بازه ده روزه تکمیل شد.

## تسلیحات
فرماندهٔ نداجا دربارهٔ تسلیحات این شناور گفته است:
ناوشکن دماوند که بعد از جماران ساخته شد، پیشرفته‌تر و توانمندتر است و بدون شک ناوشکن سهند که اکنون در حال ساخت است، ۳۰ درصد از بعد گریز از راداری پیشرفته‌تر و نوع سلاحش متفاوت‌تر است.

## خصوصیات
به ادعای مقامات ایرانی جنس به کار گرفته شده برای سازه این شناور یک جنس ویژه با قابلیت رادارگریزی بود و همچنین به سامانه‌های الکترونیکی و دفاعی مدرن و به‌روز، تجهیز شده بود. ساخت سهند به لحاظ زمانی یک پنجم زمان ساخت ناوچه جماران طول کشید.
این شناور به یاد ناوچه سهند از کلاس الوند که در سال ۶۷ در جریان عملیات آخوندک با ناوگان دریایی آمریکا در خلیج فارس درگیر شده و در این عملیات غرق شد، «سهند» نام گرفت.